# Condado de Genesee (Michigan)
O Condado de Genesee (em inglês:  Genesee County) é um dos 88 condados do estado americano do Michigan. A sede e maior cidade do condado é Flint. Foi fundado em 28 de março de 1835.
O condado possui uma área de 1 682 km², dos quais 1 650 km² estão cobertos por terra e 33 km² por água, uma população de 425 790 habitantes, e uma densidade populacional de 258,09 hab/km² (segundo o censo nacional de 2010). É o quinto condado mais populoso do Michigan.